# Saison 5 de La Quatrième Dimension
Chronologie
Saison 4
Cet article présente le guide des épisodes de la cinquième saison de la série télévisée La Quatrième Dimension.
À partir de l'épisode 22 (La Rivière du hibou), il y a une discordance entre la numérotation officielle des épisodes et ceux présentés dans l'édition française en DVD. L'épisode 22 n'étant pas repris dans les DVD, la numérotation diffère d'une unité entre la liste officielle et les numéros des DVD (il y a donc 35 épisodes dans les DVD, numérotés 1 à 35, alors que la liste officielle est de 36 épisodes).

## Épisodes

### Épisode 1:Amour paternel
- Titre original : In Praise of Pip
- Numéro : 121 (5-01)
- Scénariste : Rod Serling
- Réalisateur : Joseph M. Newman
- Diffusion : 
  -  États-Unis : 27 septembre 1963 sur CBS
- Distribution : Jack Klugman (Max Phillips), Billy Mumy (Pip jeune), Connie Gilchrist (Mme Feeny).
- Résumé : Max Phillips est un bookmaker alcoolique. Il rêve que son fils, Pip, vient d'être très grièvement blessé au combat au Vietnam et qu'il est mourant (ce qui d'ailleurs est la vérité). À son réveil, il prend conscience que son alcoolisme et ses douteuses activités l'ont éloigné de son fils. Survient George, un jeune homme qui vient de perdre 300 $ aux courses à cause de Max. De plus l'argent de sa mise était volé et il risque la prison. Max lui restitue l'argent perdu et doit affronter son patron qui gère les paris. Il reçoit alors un télégramme lui apprenant l'état critique de son fils. Pris de colère, il se bat avec son patron et reçoit une balle dans le ventre. Il s'échappe et erre seul la nuit dans un parc d'attractions où, dans un parcours onirique, il rencontre Pip à 10 ans. Max décide alors de s'occuper pendant quelques heures de son fils, qu'il a si longtemps négligé, et il fait des tours de manège avec lui. Dans une galerie des glaces, Pip lui annonce qu'il est mourant et qu'il doit partir. L'enfant court et disparaît au loin. Max demande alors à Dieu d'échanger sa vie contre celle de son fils. Le miracle se produit : Max meurt, et Pip recouvre la santé. Revenu aux États-Unis et en cours de convalescence, Pip se rend au parc d'attractions de son enfance et se remémore les bons moments passés avec son père décédé.
- Autour de l'épisode :
  - Bill Mumy apparaît pour la dernière fois dans la série, tout comme Jack Klugman.
  - L'épisode a été tourné à Santa Monica en Californie, et est l'un des premiers films américains évoquant les débuts de la Guerre du Viêt Nam et les premiers morts américains lors de la bataille d'Ấp Bắc.
  - Dans l'épisode Enfer ou Paradis, un personnage s'appelle également Pip.
  - Cet épisode et tous ceux qui suivent, fonctionne comme les trois premières saisons, c'est-à-dire d'une durée de vingt-cinq minutes.
- Lien externe : (en) Saison 5 de La Quatrième Dimension sur l’Internet Movie Database

### Épisode 2:Sam Kelly
- Titre original : Steel
- Numéro : 122 (5-02)
- Scénariste : Richard Matheson
- Réalisateur : Don Weis
- Diffusion : 
  -  États-Unis : 4 octobre 1963 sur CBS
- Distribution : Lee Marvin (Sam Steel Kelly), Joe Mantell (le mécanicien-soigneur)
- Résumé :  En ce mois d'août 1974 (futuriste), les combats de boxe entre hommes sont interdits et ce sont des robots qui les remplacent sur le ring. Sam Kelly, ancien boxeur poids-lourds reconverti en manager de robot-boxeur, a engagé son robot obsolète Battling Maxo et à demi cassé dans une rencontre de deuxième catégorie dans le Kansas. Mais juste avant son match, une pièce mécanique essentielle du robot tombe en panne. Pour percevoir l'argent promis, Kelly décide de le remplacer lui-même, alors que son adversaire sera un robot (Maynard Flash) dernier modèle très puissant. Il se déguise en robot et l'affronte, avec la complicité de son soigneur-mécanicien. L'inévitable se produit et, dès le 1er round, Kelly est mis knock-out. L'organisateur du combat, déçu par la qualité médiocre de la rencontre prévue sur six rounds, ne paye que la moitié de la somme promise à Kelly. Mais celui-ci garde bon moral et espère qu'avec cet argent, il pourra faire réparer son vieux robot et le remettre en piste.
- Autour de l'épisode : 
  - Le secrétaire du responsable du centre de boxe s'appelle Maxwell, alors que dans la version originale, Maxwell est un personnage que les deux héros rencontrent dans un autobus.
  - L'épisode est adapté d'une nouvelle de Richard Matheson intitulée L'Indéracinable.
  - La nouvelle de Matheson ayant été adaptée pour cet épisode a servi de base au film Real Steel de Shawn Levy, sorti en 2011. Si le scénario s'en éloigne assez, le point de départ est à peu près le même : dans un futur où la boxe humaine est interdite, un ancien boxeur prend pour poulain un robot obsolète.

### Épisode 3:Cauchemar à 20 000 pieds
- Titre original : Nightmare at 20,000 Feet
- Numéro : 123 (5-03)
- Scénariste : Richard Matheson
- Réalisateur : Richard Donner
- Diffusion : 
  -  États-Unis : 11 octobre 1963 sur CBS
    - Distribution : William Shatner (Bob Wilson), Nick Cravat (le Gremlin)
- Résumé : Bob Wilson et sa femme prennent l'avion. Pour Bob, il s'agit d'une expérience éprouvante, parce qu'il a passé les six mois précédents dans un sanatorium, et il est nerveusement fatigué. Tandis que l'avion est en l'air, il aperçoit par son hublot un diablotin (« gremlin » en anglais), ressemblant à un Yeti du Tibet, qui se déplace sur l'aile gauche de l'appareil, puis entreprend de détruire l'appareillage électrique des moteurs. Mais seul Bob semble capable de le voir. Il tente de convaincre sa femme, l'hôtesse de l'air et le pilote du danger que court l'avion, mais on le croit en proie à des hallucinations. Persuadé qu'il a raison et que lui seul peut sauver l'appareil, Bob subtilise le pistolet de l'agent de sécurité de l'avion, ouvre un hublot et tire sur l'intrus qui, touché, tombe enfin de l'aile de l'avion. Bob est presque projeté hors de l'avion par l'appel d'air, mais rattrapé par l'équipage. Une fois posé, Bob est arrêté et ligoté, prêt à être emmené dans un hôpital psychiatrique. On pense qu'il a cherché à se suicider. Mais avant d'être emmené, Bob aperçoit l'aile de l'avion en partie arrachée : il sait alors qu'il avait raison au sujet du saboteur juché sur l'aile.
- Autour de l'épisode :
  - Cette histoire de « Gremlin », traduit par « diablotin » dans la version française, fait référence au livre de Roald Dahl publié en 1943.
  - Le film La Quatrième Dimension sorti en 1983 a utilisé cet épisode pour sa quatrième et dernière partie. Le personnage principal s'appelle toutefois John Valentine.
  - Alors que le Wilson de la version originale s'appelait Arthur et était célibataire, celui-ci s'appelle Bob et voyage en compagnie de son épouse.
  - Il s'agit d'une nouvelle de Richard Matheson adaptée au cinéma et dont le titre était Cauchemar à six mille mètres.
  - Les Simpson ont parodié cette histoire en prenant Bart en tant que personnage principal ; toutefois l'histoire se passe dans un bus scolaire et non dans un avion.

### Épisode 4:Une curieuse montre
- Titre original : A Kind of a Stopwatch
- Numéro : 124 (5-04)
- Scénariste : Rod Serling
- Réalisateur : John Rich
- Diffusion : 
  -  États-Unis : 18 octobre 1963 sur CBS
- Distribution : Richard Erdman (McNulty), Herbie Faye (Joe Palucci), Leon Belasco (Potts)
- Résumé : Thomas Patrick McNulty est un homme qui ennuie tout le monde par ses incessants bavardages, au bureau ou au café. Son patron le renvoie, et McNulty va boire une bière pour se consoler. Dans le bar, un inconnu lui offre un chronomètre qui permet à volonté d'arrêter le temps, puis de le faire repartir, sans que personne se rende compte de rien. McNulty s'en sert d'abord pour se moquer gentiment de ses collègues et de son patron. Puis il entreprend de l'utiliser pour cambrioler une banque sans se faire voir. Mais tandis qu'il quitte la banque avec un chariot de billets, il fait tomber le chronomètre qui se casse : le temps est définitivement arrêté, et McNulty condamné à finir sa vie parmi des humains figés comme des statues.
- Autour de l'épisode :
  - L'épisode Une petite paix bien tranquille (de La Cinquième Dimension), dans lequel une mère de famille arrête le temps grâce à un pendentif pour éviter que sa famille ne se fasse tuer par des missiles lancés pendant la Guerre froide, est un remake de cette histoire.
  - Les Simpson ont également parodié cette histoire. Dans l'épisode Simpson Horror Show XIV, Bart et Milhouse trouvent un chronomètre, le cassent, mais finissent par le réparer après quinze ans d'échecs. Ils constatent alors que personne n'a vieilli sauf eux...

### Épisode 5:La Dernière Nuit d'un jockey
- Titre original : The Last Night of a Jockey
- Numéro : 125 (5-05)
- Scénariste : Rod Serling
- Réalisateur : Joseph M. Newman
- Diffusion : 
  -  États-Unis : 25 octobre 1963 sur CBS
- Distribution : 
  - Mickey Rooney (Grady)
- Résumé : Michael Grady est un jockey qui a été accusé d'avoir truqué une course et qui vient d'être radié de la profession hippique. Sa carrière est finie. Alors qu'il peste seul chez lui sur ses échecs, une voix se fait entendre : c'est son « alter-ego » qui vient lui reprocher ses choix. Puis la voix se matérialise sous forme du reflet de Grady dans le miroir et propose au jockey d’exaucer n'importe quel souhait. Ne mesurant que 1,50 m, Grady souhaite devenir grand comme un géant, pensant pouvoir ainsi conquérir le monde. Le lendemain matin, Grady se réveille mesurant plus de 2 m. Il est extrêmement satisfait de cette situation, lorsque le téléphone sonne : la fédération hippique lui annonce qu'il va être réintégré comme jockey et pourra de nouveau concourir. Mais Grady, qui a préféré la grandeur du corps à celle de l'esprit, est maintenant bien trop grand pour pouvoir être jockey !
- Autour de l'épisode : Cet épisode et l'épisode Les Envahisseurs (saison 2, épisode 15) sont les seuls de la série à avoir un casting d'un seul acteur.

### Épisode 6:La Poupée vivante
- Titre original : Living Doll
- Numéro : 126 (5-06)
- Scénariste : Charles Beaumont / Jerry Sohl
- Réalisateur : Richard C. Sarafian
- Diffusion : 
  -  États-Unis : 1er novembre 1963 sur CBS
- Distribution : 
  - Telly Savalas (Erich Streator), Mary LaRoche (Annabelle Streator), Tracy Stratford (Christie).
- Résumé : Annabelle Streator vient d'acheter une poupée parlante pour sa fille Christie, à l'occasion de son anniversaire. Erich, le mari d'Annabelle et beau-père de Christie, veut se débarrasser du jouet parce qu'il coûte cher et que la famille traverse une situation financière difficile. La poupée Katarina se met à parler, mais elle tient à Erich des propos intelligents et menaçants. Erich croit d'abord à une supercherie montée par sa femme, puis comprend progressivement que la poupée est douée d'une vie propre et veut l'assassiner. Il cherche à se débarrasser ou à détruire le jouet. Rien n'y fait : bien que tentant de l'enflammer, de la découper, de l'enfermer dans un endroit clos, la poupée réapparaît constamment, indemne. Enfin la poupée parvient à faire tomber Erich dans l'escalier et celui-ci meurt. Katarina adresse à présent ses menaces à la mère de Christie, qui a intérêt, selon la poupée, à être gentille avec elle.

### Épisode 7:Le Vieil Homme dans la caverne
- Titre original : The Old Man in the Cave
- Numéro : 127 (5-07)
- Scénariste : Henry Slesar / Rod Serling
- Réalisateur : Alan Crosland Jr.
- Diffusion : 
  -  États-Unis : 8 novembre 1963 sur CBS
- Distribution : James Coburn (Commandant French), John Anderson (Goldsmith), John Marley (Jason)
- Résumé : En 1994, dix ans après une guerre nucléaire qui a détruit presque toute vie sur terre, les habitants d'un village américain survivent grâce aux prophéties d'un vieil homme réfugié dans une caverne et que personne n'a jamais vu, sauf M. Goldsmith, le chef du village, qui transmet à la population les consignes du vieillard. Mais quatre soldats arrivent, et leur chef, le commandant French, entend renverser ce pouvoir pour instaurer la dictature de son gouvernement. Il tente en vain de briser la porte de la caverne, puis pousse les habitants à se révolter, notamment en consommant des conserves que le vieil homme a déclarées contaminées et mortelles. Malgré les avertissements de Goldsmith, après une nuit de beuverie, les habitants menés par les soldats pénètrent de force dans la caverne et découvrent que le vieil homme est en fait un ordinateur, programmé pour les protéger. Ils le détruisent et se pensent ainsi libérés de ses ordres. Mais le lendemain, tous les habitants et les soldats sont morts, empoisonnés par les conserves irradiées. Seul demeure Goldsmith, le dernier survivant du village.

### Épisode 8:Oncle Simon
- Titre original : Uncle Simon
- Numéro : 128 (5-08)
- Scénariste : Rod Serling
- Réalisateur : Don Siegel
- Diffusion : 
  -  États-Unis : 15 novembre 1963 sur CBS
- Distribution : Cedric Hardwicke (oncle Simon Polk), Constance Ford (Barbara), Ian Wolfe (le notaire Schwimmer)
- Résumé : Simon Polk est un scientifique inventeur, mais aussi un vieillard acariâtre et odieux, qui passe son temps à insulter et humilier sa nièce Barbara, qui s'occupe de lui depuis vingt-cinq ans. Le vieil homme travaille à une mystérieuse invention dans son laboratoire et refuse de montrer à sa nièce de quoi il s'agit. Oncle Simon et Barbara se haïssent, et Barbara attend que son oncle meure pour hériter. Un jour, lors d'une querelle, elle le fait tomber dans les escaliers et Oncle Simon meurt. Barbara est folle de joie de sa liberté recouvrée, mais chez le notaire, elle apprend qu'elle ne pourra percevoir l'héritage de son oncle que si elle ne se sépare d'aucun objet de son oncle, et surtout si elle accepte de s'occuper d'un robot qu'il construisait dans son laboratoire. Le notaire devra vérifier chaque semaine que le robot fonctionne bien. Rapidement, Barbara découvre à ses dépens que Simon a fabriqué le robot à son image, lui insufflant les mêmes caprices et les mêmes propos insultants que ceux qu'il tenait de son vivant. Barbara cherche à détruire le robot en le faisant tomber, mais en vain : le robot semble indestructible. Le cauchemar de Barbara touche à son paroxysme lorsqu'elle appelle le robot « mon oncle », l'esprit de Simon semblant habiter totalement cette machine.
- Autour de l'épisode :
  - Le robot créé par l'oncle Simon est en fait Robby, une machine apparue pour la première fois à l'écran en 1956 dans le film Planète interdite. Seul quelques modifications (comme sa tête) changent légèrement son apparence par rapport au film d'origine. Robby le robot était en effet très populaire et a enchaîné les apparitions au cinéma comme à la télévision.
  - Le robot apparaissant dans cet épisode (qui est en fait Robby) réapparaitra dans un autre rôle et avec quelques modifications, dans l'épisode 33 de la même saison (Automatisation).

### Épisode 9:Sonde 7 - Fort et clair
- Titre original : Probe 7 - Over and Out
- Numéro : 129 (5-09)
- Scénariste : Rod Serling
- Réalisateur : Ted Post
- Diffusion : 
  -  États-Unis : 29 novembre 1963 sur CBS
- Distribution : Richard Basehart (colonel Cook), Antoinette Bower (la femme), Harold Gould
- Résumé : Le vaisseau spatial du spationaute Cook s'écrase sur une planète inconnue. Il n'a aucun espoir de retour, car son vaisseau est détruit et il est trop loin de sa planète pour qu'on lui porte secours. Par communication télévisée, son général l'informe que l'on est au bord d'une guerre atomique. Cook commence à s'aventurer sur la planète qui s'avère habitée, car on lui jette une pierre à la tête, qui le blesse. Entre-temps, sur la planète d'origine, la guerre atomique fait rage, détruisant toute vie. Cook est donc condamné à en être le dernier représentant vivant. Enfin, sur la nouvelle planète, Cook rencontre une jeune femme parlant une langue inconnue, arrivée elle aussi seule dans un vaisseau spatial qui s'est écrasé sur la planète. Voulant échapper à la solitude, il tente de l'amadouer et d'apprendre quelques mots de sa langue. Après quelques méfiances, des liens s'établissent entre eux. La reprise de la vie humaine semble possible. La jeune femme s'appelle Eva, et lui fait manger une pomme. Cette planète nouvelle s'appelle la Terre, et les descendants du couple vont la coloniser : ils sont Adam et Eve.
- Autour de l'épisode : 
  - La diffusion de l'épisode fut repoussée d'une semaine en raison de l'assassinat du président Kennedy.
  - L'épisode Deux (Saison 3, épisode 1) raconte également le nouveau départ de l'humanité, avec un couple sur le modèle Adam et Eve, après une guerre atomique ayant détruit toute vie.
  - C'est un scénario qui sera repris par Battlestar Galactica 2005, le reboot de Battlestar Galactica 1978.

### Épisode 10:Les Fantômes du septième de cavalerie
- Titre original : The 7th is Made Up of Phantoms
- Numéro : 130 (5-10)
- Scénariste : Rod Serling
- Réalisateur : Alan Crosland Jr.
- Diffusion : 
  -  États-Unis : 6 décembre 1963 sur CBS
- Distribution : Ron Foster, Warren Oates, Randy Boone, Robert Bray,Greg Morris
- Résumé : Une patrouille de trois soldats de la Garde nationale, en opération d'entraînement avec un char d'assaut, est éloignée de sa base militaire. Ils se retrouvent en juin 1876, sur le site de Little Big Horn, la veille du massacre du 7e régiment de Cavalerie du général Custer par les Sioux. Ils trouvent sur le site une gourde d'un soldat du 7e de Cavalerie et des tipis indiens. Effrayés, ils retournent à leur base, mais leur capitaine ne croit pas à leur mésaventure. Le lendemain, ils sont envoyés de nouveau sur le site et se retrouvent dans le passé, tandis que la bataille entre Custer et les Sioux débute. Refusant de retourner à leur base malgré l'ordre radio du capitaine, et le plus jeune soldat de la patrouille ayant été blessé par une flèche, les trois hommes se jettent dans la bataille pour soutenir Custer. Un peu plus tard, le capitaine et ses hommes arrivent sur le site de l'ancienne bataille, à leur recherche. Mais les trois soldats ont disparu et seul reste le char d'assaut abandonné. Le capitaine voit alors leurs trois noms gravés sur le mémorial des soldats massacrés ce jour-là.

### Épisode 11:La Fontaine de Jouvence
- Titre original : A Short Drink from a Certain Fountain
- Numéro : 131 (5-11)
- Scénariste : Rod Serling
- Réalisateur : Bernard Girard
- Diffusion : 
  -  États-Unis : 13 décembre 1963 sur CBS
- Distribution : Patrick O'Neal (Harmon), Ruta Lee (Flora), Walter Brooke (Raymond).
- Résumé : Harmon Gordon et Flora, une jolie blonde superficielle, sont mariés, mais Flora est quarante ans plus jeune que son riche mari. Flora déteste son mari, qu'elle harcèle constamment sur son âge et ses goûts peu sophistiqués. Après une dispute au cours de laquelle elle a menacé de le quitter, Flora part se coucher, et Harmon téléphone à son frère Raymond pour avoir du réconfort. Raymond lui rend visite, mais lui demande de ne plus le déranger au milieu de la nuit, et de ne pas le forcer à apprécier sa belle-sœur. Raymond, qui est médecin, a inventé un sérum de rajeunissement qu'il a seulement testé sur des animaux. Harmon, pour donner une seconde chance à son couple, lui demande de le lui injecter. Raymond commence par refuser, son invention étant encore expérimentale, mais finit par céder car Harmon est au bord du suicide. Harmon doit attendre maintenant le lendemain pour voir l'effet du sérum. Le lendemain matin, Raymond revient au domicile de son frère. Flora et lui découvrent un Harmon rajeuni de 25 ans au moins, vigoureux et plein de projets de voyages. Flora est conquise par son nouveau mari, mais Harmon fait un malaise et doit s'aliter. Peu de temps après, Raymond autorise Flora à voir son mari : il est devenu un petit garçon de trois ans environ. Flora est horrifiée et veut partir, mais Raymond lui explique que l'enfant reste son mari, qu'elle doit s'en occuper sinon elle n'emportera rien avec elle, et qu'elle devra subir ce qu'elle lui a fait subir car cette fois c'est elle qui sera beaucoup plus âgée que son mari.

### Épisode 12:Le Rythme du temps
- Titre original : Ninety Years Without Slumbering
- Numéro : 132 (5-12)
- Scénariste : George Clayton Johnson / Richard De Roy
- Réalisateur : Roger Kay
- Diffusion : 
  -  États-Unis : 20 décembre 1963 sur CBS
- Distribution : Ed Wynn (Sam Forstmann), Carolyn Kearney (Marnie Kirk), James T. Callahan (Doug Kirk), William Sargent (le psychiatre Mel Avery), Carol Byron (Carol Chase).
- Résumé : Sam Forstmann, un horloger à la retraite qui vit chez sa petite-fille et son mari Doug, est persuadé qu'il mourra le jour où l'horloge mécanique de son grand-père cessera de fonctionner. Cela exaspère le mari de Marnie, car Sam passe ses jours et ses nuits à la remonter et la bricoler. Doug voudrait que Sam se débarrasse de l'horloge et, pour cela, le pousse à consulter un psychiatre. Peu après, Sam fait un malaise lorsque l'horloge s'arrête mais reprend connaissance dès qu'elle se remet en marche. Marnie, enceinte, s'inquiète pour Sam qui décide de vendre son horloge. Son amie Carol propose d'acheter l'horloge à crédit en échange de quoi Sam pourra venir la remonter tous les deux jours. Un soir, Sam part remonter l'horloge, mais Carol est partie en week-end et sa maison est fermée. Pensant qu'il va mourir si l'horloge s'arrête, Sam essaye d'entrer par effraction dans la maison, mais la police intervient et le ramène chez lui. Sam est alors résigné à mourir. L'horloge s'arrête et le cœur de Sam en même temps. Sam se dédouble et son âme lui apparaît sous sa propre apparence, s'apprêtant à prendre congé du monde des vivants. Sam se rebelle contre son âme et affirme qu'il ne croit plus aux légendes autour de son horloge : le double vaincu doit partir, et Sam reprend vie. Au milieu de la nuit, Marnie, inquiète pour son grand-père, décide d'aller voir comment il va. Sam, en pleine forme, propose à sa petite-fille de descendre boire un chocolat. Au milieu des escaliers il dit à Marnie que lorsque l'horloge s'est arrêtée, lui est ressuscité. Il va pouvoir voir grandir son arrière-petit-fils.

### Épisode 13:Retour en force
- Titre original : Ring-a-Ding Girl
- Numéro : 133 (5-13)
- Scénariste : Earl Hamner, Jr.
- Réalisateur : Alan Crosland Jr.
- Diffusion : 
  -  États-Unis : 27 décembre 1963 sur CBS
- Distribution : Maggie McNamara (Bunny Blake), Mary Munday (Hildy la sœur de Bunny).
- Résumé : Bunny Blake est une célèbre actrice de cinéma, prétentieuse et capricieuse, issue d'une petite ville de province. Elle reçoit du fan-club de sa ville natale une étrange bague dans laquelle parlent des personnes de sa connaissance, l'appelant ou la mettant en garde. Alors qu'elle doit se rendre à Rome pour un tournage, elle annule brusquement le voyage et décide de retourner dans son village natal. Elle se rend chez sa sœur Hildy, mais sous l'influence de la bague magique, elle fait un malaise. Le médecin lui prescrit quelques jours de repos, mais Bunny décide de retourner voir des personnes de son passé, en compagnie de son neveu Bud. Tandis que toute la population a prévu de se rendre au traditionnel pique-nique annuel, Bunny annonce qu'elle donnera un récital dans l'auditorium de la ville à 15 h, à la même heure que le pique-nique, obligeant les habitants à choisir entre la voir ou se rendre au pique-nique. Ce récital semble un caprice de star, mais tandis que la population hésite entre les deux activités proposées, un orage se déclenche à l'heure du spectacle. On entend tout à coup les sirènes des pompiers et quelqu'un appelle Hildy pour lui dire qu'un avion s'est écrasé dans le parc et que Bunny est décédée. Au même moment, Bunny part seule sous la pluie en ayant auparavant dit à sa sœur qu'elle les aime tous, tandis que son image disparaît peu à peu. C'est alors que la radio annonce que l'orage a provoqué la chute d'un avion dans le parc où devait avoir lieu le pique-nique. En raison du récital annoncé, beaucoup d'habitants n'étaient pas présents sur les lieux et ont eu la vie sauve. La radio annonce enfin que Bunny Blake qui était passagère dans l'avion est morte dans le crash. Le commentateur de la radio se demande alors comment Bunny pouvait être à la fois dans l'avion et chez sa sœur.

### Épisode 14:Prends le volant
- Titre original : You Drive
- Numéro : 134 (5-14)
- Scénariste : Earl Hamner, Jr.
- Réalisateur : John Brahm
- Diffusion : 
  -  États-Unis : 3 janvier 1964 sur CBS
- Distribution : Edward Andrews (Oliver Pope), Hellena Westcott (l'épouse de Oliver), Kevin Hagen (Pete).
- Résumé : Oliver Pope, un chef de bureau stressé et automobiliste distrait, renverse accidentellement un cycliste en rentrant du travail. Persuadé que personne ne l'a vu, il préfère prendre la fuite, malgré l'état critique du blessé. Mais dès le soir, sa voiture se met à lui jouer des tours, comme si elle était dotée d'une vie propre : les phares, le klaxon, la radio se déclenchent tout seuls. Sa femme emmène la voiture à réparer, mais le soir-même le véhicule est rentré par lui-même au garage. Oliver est de plus en plus effrayé, et taraudé par sa conscience au sujet du jeune homme qu'il a tué. Un de ses collègues, Pete, qui était aussi son rival au bureau, se fait arrêter à sa place. Oliver s'en réjouit, ne dit rien et part travailler à pied. Mais sa voiture sort seule du garage et se lance à sa poursuite. Au moment où elle pourrait l'écraser, la voiture s'arrête et pousse Oliver à y monter. La voiture conduit Oliver au commissariat de police pour qu'il s'y dénonce.
- Autour de l'épisode :
  - Lors de sa restauration, deux scènes pendant l'épisode doublé en français n'ont pas été retrouvées. Par conséquent il y a deux scènes uniquement disponibles en VO sous-titrée ; elles se trouvent à 8:50-9:35 minutes (45 secondes en VO) + à 19:30-20:25 (55 secondes en VO)
  - L'épisode Victime de tags de La Treizième Dimension est un remake de cette histoire.

### Épisode 15:Un lointain lendemain
- Titre original : The Long Morrow
- Numéro : 135 (5-15)
- Scénariste : Rod Serling
- Réalisateur : Robert Florey
- Diffusion : 
  -  États-Unis : 10 janvier 1964 sur CBS
- Distribution :  Robert Lansing (commandant Douglas Stansfield), Mariette Hartley  (Sandra Horn)
- Résumé : Un astronaute, le commandant Douglas Stansfield, a été désigné pour faire un long voyage spatial qui durera quarante ans aller-retour, afin d'explorer un système stellaire lointain. Afin de ne pas vieillir, il sera inséré dans une capsule cryogénique qui le maintiendra dans l'état où il était à son départ. Mais un mois avant la date du départ, il tombe amoureux de Sandra, une jolie secrétaire du centre spatial. Après avoir entamé une liaison sentimentale, ils se quittent, sachant qu'au bout de 40 ans, Douglas sera toujours un homme jeune, tandis que Sandra sera une femme âgée. Durant tout le voyage spatial, Douglas se souvient d'elle, et son amour lui permet de supporter la solitude. Au terme des 40 ans, il revient sur terre. Là l'attend Sandra qui s'est fait cryogéniser elle aussi, afin d'avoir encore 26 ans au retour de Douglas. On la réveille pour qu'elle puisse retrouver Douglas. Mais de son côté, l'astronaute avait modifié le programme de survie de son vaisseau et il a vieilli normalement : il est âgé à présent de 75 ans. Face à la jeune Sandra, sa déception le pousse à lui dire de partir.

### Épisode 16:Le Recyclage de Salvadore Ross
- Titre original : The Self-Improvement of Salvadore Ross
- Numéro : 136 (5-16)
- Scénariste : Jerry McNeely / Henry Slesar
- Réalisateur : Don Siegel
- Diffusion : 
  -  États-Unis : 17 janvier 1964 sur CBS
- Distribution : Don Gordon (Salvadore Ross), Gail Kobe (Leah), Vaughn Taylor (le père de Leah).
- Résumé : Salvadore Ross est un jeune homme agressif et dur, qui souffre d'être désargenté et issu d'une classe sociale basse. La jeune femme qu'il convoite, Leah (qui habite avec son père en fauteuil roulant) le repousse, ce qui le met en colère. Il frappe dans une porte et se casse la main. À l'hôpital, un vieil homme souffrant d'un rhume et partageant sa chambre lui suggère d'échanger sa maladie contre sa fracture. Et cela fonctionne : le lendemain, Ross est enrhumé et n'a plus la main cassée. Il va alors utiliser ce pouvoir pour se hisser socialement. Il commence par vendre plusieurs décennies de sa vie à un homme riche et âgé. Puis avec tout l'argent qu'il a ainsi acquis, il rachète des années de vie auprès de jeunes hommes pour des montants dérisoires (1000 dollars par année de vie donnée). Se trouvant à présent riche et jeune, il retourne courtiser Leah, mais elle le repousse encore car il n'a pas les qualités morales qu'elle recherche chez un homme. Elle lui donne le bon cœur de son père en exemple. Ross achète alors au père de Leah sa gentillesse et sa compassion. Ce brusque changement de caractère vient à bout des réticences de Leah qui tombe amoureuse de Ross. Devenu gentil, Ross va s'excuser auprès du père de Leah des ennuis qu'il lui a causés. Mais ce dernier n'a maintenant plus de cœur et est devenu mauvais : il sort un revolver et tue Ross.
- Autour de l'épisode : Dans la version française, le personnage principal s'appelle Samuel, tandis qu'il s'appelle Salvadore dans la version originale.

### Épisode 17:Portrait d'une jeune fille amoureuse
- Titre original : Number Twelve Looks Just Like You
- Numéro : 137 (5-17)
- Scénariste : Charles Beaumont / John Tomerlin
- Réalisateur : Abner Biberman
- Diffusion : 
  -  États-Unis : 24 janvier 1964 sur CBS
- Distribution : Collin Wilcox Paxton (la jeune fille), Richard Long (le docteur, le psychiatre, l'oncle), Pam Austin, Suzy Parker
- Résumé : Dans une société futuriste où tous les hommes et femmes ont le même physique, fabriqué à partir de modèles proposés, une jeune fille refuse de subir sa « transformation » et d'acquérir un physique et un esprit parfaits, comme le reste des membres de la société. Elle est horrifiée à la pensée de perdre sa spécificité au profit d'une beauté uniforme et se révolte. Ne pouvant la convaincre, sa mère la conduit chez le docteur qui, avec l'aide d'un psychiatre de l'État, essaient de lui montrer les avantages d'être et de penser exactement comme tous les autres individus. La jeune fille argumente sa révolte sur des livres d'auteurs anciens, et sur les idées de son père qui s'est suicidé lorsqu'il eut perdu son identité propre. Mais la jeune fille ne peut lutter seule contre tous, et elle est emmenée de force pour recevoir sa transformation. Elle se réveille devenue le sosie de sa cousine.
- Autour de l'épisode : Scott Westerfeld s'est inspiré de cet épisode de la quatrième dimension pour écrire sa trilogie de livre : Uglies, Pretties et Specials qui aura une adaptation au cinéma en 2011

### Épisode 18:Les Blousons noirs
Pour les articles homonymes, voir Blouson noir.
- Titre original : Black Leather Jackets
- Numéro : 138 (5-18)
- Scénariste : Earl Hamner, Jr.
- Réalisateur : Joseph M. Newman
- Diffusion : 
  -  États-Unis : 31 janvier 1964 sur CBS
  - Distribution : Lee Kinsolving, Michael Forest, Shelley Fabares, Denver Pyle (Stu Tillman)
- Résumé : Trois motards en blousons noirs débarquent dans une petite ville américaine. Ils prennent en location une maison et y installent du matériel électronique. Il s'agit de trois extraterrestres, parmi de nombreux autres qui envahissent la Terre, et ont l'intention d'exterminer toute la race humaine en empoisonnant l'eau potable. Mais tandis que leur plan est sur le point d'être mis à exécution, l'un d'eux, Scott, tombe amoureux d'une jeune fille et tente de l'avertir du danger imminent, ce qui déplaît fortement à ses frères puisqu'il risque de compromettre l'invasion. Mais la jeune fille ne croit pas Scott et prévient son père qui appelle le shérif. Celui-ci est aussi un extraterrestre et il fait hospitaliser Scott en invoquant des troubles mentaux. Il n'y a plus d'obstacle à l'extermination programmée.

### Épisode 19:Appel nocturne
- Titre original : Night Call
- Numéro : 139 (5-19)
- Scénariste : Richard Matheson
- Réalisateur : Jacques Tourneur
- Diffusion : 
  -  États-Unis : 7 février 1964 sur CBS
- Distribution : Gladys Cooper (Elva Keene), Nora Marlowe (en) (l'infirmière), Martine Bartlett (en) (la standardiste)
- Résumé : Une vieille femme, Elva Keene, vit seule et paraplégique, la seule visite qu'elle reçoit étant celle de son infirmière. À plusieurs reprises, Elva entend son téléphone sonner mais lorsqu'elle décroche, il n'y a pas de voix à l'autre bout du récepteur, seulement des bruits confus. Elle pense d'abord à un dérangement de la ligne, mais l'opératrice ne relève aucun problème. Son correspondant continue à appeler et commence à émettre des sons articulés. Elva comprend progressivement que son correspondant l'appelle de l'au-delà. Elle se rend au cimetière avec son infirmière pour en avoir confirmation : là elle constate que le câble du téléphone est sectionné et plonge dans une tombe. C'est la tombe de Brian Douglas (1905-1932), son fiancé mort jadis dans un accident de voiture, dont Elva fut la cause et qui l'a laissée elle-même infirme. Elva se dit qu'elle ne sera plus jamais seule car désormais son fiancé lui téléphonera, mais celui-ci lui déclare au téléphone qu'il ne l’appellera plus, car auparavant, dans sa peur, elle lui avait crié de la laisser tranquille et il lui a toujours obéi. Elva est seule de nouveau, pour toujours.
- Autour de l'épisode : Adapté d'une nouvelle de Richard Matheson, appelée Appel longue distance, mais dans laquelle l'inconnu n'est pas un fiancé et revient hanter la vieille dame à la fin de l'histoire.

### Épisode 20:Très affectueusement, Agnès
- Titre original : From Agnes - With Love
- Numéro : 140 (5-20)
- Scénariste : Bernard C. Schoenfeld
- Réalisateur : Richard Donner
- Diffusion : 
  -  États-Unis : 14 février 1964 sur CBS
- Distribution : Wally Cox (James Elwood), Sue Randall (Millie), Ralph Taeger (Walter Holmes), Raymond Bailey (le superviseur)
- Résumé : Dans un laboratoire d'astrophysique, un informaticien, Fred Dantziger, devenu fou par surmenage, est remplacé par un confrère, James Elwood, excellent programmeur. Il a pour tâche de s'occuper d'un ordinateur ultra-puissant, baptisé Agnès. Elwood est amoureux de Millie, une secrétaire, mais, étant timide, il ne sait comment lui faire la cour. Agnès lui donne des conseils pour ce faire, mais s'étant prise d'amour pour Elwood, par jalousie, elle ne lui donne que de mauvais conseils qui font échouer ses entreprises, et même poussent Millie dans les bras d'un autre homme, Walter Holmes. James Elwood se rebelle contre la possessivité d'Agnès et veut l'obliger à revenir à son simple rôle de machine obéissante, mais Agnès est plus forte que lui et le conduit, à son tour, à la folie. James Elwood est remplacé par un autre technicien...
- Autour de l'épisode : Dans la VO (tout comme dans la VF), un second programmeur, Walter Holmes, précise à Millie qu'il pilote une Mustang 500. Or cette voiture n'a été produite qu'à partir de 1967. Ce qui fait situer l'action dans un futur proche.

### Épisode 21:L'Espace d'un moment
- Titre original : Spur of the Moment
- Numéro : 141 (5-21)
- Scénariste : Richard Matheson
- Réalisateur : Elliot Silverstein
- Diffusion : 
  -  États-Unis : 21 février 1964 sur CBS
- Distribution : Diana Hyland (Ann-Mary Anderson), Marsha Hunt (Mrs. Henderson), Philip Ober (M. Henderson), Roger Davis (David Mitchell)
- Résumé : Une jeune fille de 18 ans, Ann-Mary Anderson, quitte le ranch familial pour une promenade à cheval. Mais au pied d'une colline, elle est prise en chasse par une autre femme à cheval qui lui ressemble étrangement et qui est entièrement vêtue de noir. Elle s'échappe et parvient à regagner sa maison où elle raconte l'aventure à ses parents et à son fiancé Bob. La scène est interrompue par David Mitchell, l'ancien fiancé d'Ann, qui vient lui demander de partir avec lui, alors qu'elle s'apprête à épouser Bob. Le père d'Ann chasse le jeune homme. Les années ont passé. Ann est devenue une femme agressive, amère et alcoolique. Le père est mort et la famille est ruinée. Au retour d'une promenade à cheval, elle retrouve sa mère accablée par le malheur de la famille, et David qu'elle a finalement épousé, qui a ruiné la famille et est devenu lui aussi alcoolique. Ann raconte à sa mère qu'elle a vu son double à cheval, jeune fille vêtue de blanc. Un nouveau retour en arrière nous amène le jour de la fête de fiançailles entre Ann et Bob. David s'était présenté et avait pressé Ann de partir avec lui. Elle l'avait suivit et avait rompu ses fiançailles avec Bob. Dans un ultime retour au présent, Ann à 43 ans se lance à la poursuite de la jeune fille qu'elle a été pour l'avertir de ne pas épouser David. Mais en vain, la jeune Ann s'échappe et court vers sa vie ratée qu'elle ne pourra pas changer : le futur ne peut pas avertir et modifier le passé.

### Épisode 22:La Rivière du hibou
- Titre original : An Occurrence at Owl Creek Bridge
- Numéro : 142 (5-22)
- Scénariste : D'après la nouvelle homonyme d'Ambrose Bierce.
- Réalisateur : Robert Enrico
- Diffusion : 
  -  États-Unis : 28 février 1964 sur CBS
- Distribution : Roger Jacquet (le condamné à mort), Anne Cornaly (sa femme)
- Résumé : Pendant la guerre de Sécession, un homme va être pendu à un pont pour espionnage. Mais la corde casse et il tombe dans la rivière sous le pont. Il s'échappe en nageant et, à travers les bois, court vers sa maison où l'attend sa femme. Alors qu'il est sur le point de serrer son épouse dans ses bras, il meurt brutalement car tout cela n'était qu'un rêve. L'homme vient d'être pendu.
- Remarque : Cet épisode est à l'origine un court-métrage français de 1962 réalisé par Robert Enrico qui a obtenu la Palme d'or et l'Oscar du court métrage. Il a été diffusé à la télévision américaine dans le cadre de l'émission La Quatrième Dimension, en tant que épisode 142. Il n’apparaissait pas sur les DVD jusqu'à l'édition Blu Ray sortie en décembre 2019, laquelle l'a inclus dans le coffret.

### Épisode 23:La Reine du Nil
- Titre original : Queen of the Nile
- Numéro : 143 (5-23)
- Scénariste : Jerry Sohl / Charles Beaumont
- Réalisateur : John Brahm
- Diffusion : 
  -  États-Unis : 6 mars 1964 sur CBS
- Distribution : Ann Blyth (Pamela Morris), Lee Philips (Jordan Herrick), Celia Lovsky (la mère)
- Résumé : Jordan Herrick, un journaliste de cinéma, va interviewer Pamela Morris, une célèbre actrice des années 1940, dont il veut absolument connaître le secret de jeunesse. Cette dernière semble attirée par le jeune homme et le séduit. Pamela vit avec sa mère, qui prend à part Jordan et lui conseille de fuir Pamela, tout en lui apprenant que cette dernière n'est pas sa fille mais sa mère ! Pamela a donc un secret surnaturel pour rester jeune éternellement, et Jordan décide de percer ce secret qui semble lié à l'Égypte pharaonique. Il mène l'enquête et découvre que Pamela tournait déjà des films et jouait au théâtre dans les années 1920, sous un autre nom. Ses précédents maris ont tous disparu sans laisser de traces. Jordan révèle à la « vieille mère » qu'il a compris le secret de Pamela, mais il est trop tard. Celle-ci se voyant découverte tue Jordan en empoisonnant son café. Puis elle pose sur lui un scarabée égyptien vivant qui absorbe toute la vie et la jeunesse du corps de Jordan. Jordan tombe en poussière, et Pamela peut récupérer la vie contenue dans le scarabée magique. Enfin un nouveau journaliste jeune et beau, sonne à la porte : il a rendez-vous avec l'actrice éternellement jeune et belle.

### Épisode 24:Qu'est-ce qu'il y a à la télévision?
- Titre original : What's in the Box
- Numéro : 144 (5-24)
- Scénariste : Martin Goldsmith
- Réalisateur : Richard L. Bare
- Diffusion : 
  -  États-Unis : 13 mars 1964 sur CBS
- Distribution : Joan Blondell (Phyllis), William Demarest (Joseph Britt), Sterling Holloway (le réparateur), Sandra Gould (la femme dans la télévision)
- Résumé : Un chauffeur de taxi du nom de Joe Britt n'a qu'une passion qui est de regarder la télévision. Sa vie avec son épouse est devenue insupportable et le couple se déteste et se dispute constamment. La télévision étant en panne, Joe fait appel à un réparateur, mais l'accuse ensuite de chercher à l'escroquer en faisant durer le dépannage. Le réparateur s'en va alors en affirmant que la télévision est réparée. Joe allume la télévision et y trouve une nouvelle chaine qu'il est le seul à voir, et qui diffuse un film dans lequel lui-même est acteur. Puis, le programme présente la dernière scène de ménage de Joe avec sa femme Phyllis. Ensuite, un programme montre Joe se battant avec Phyllis et la tuant. Joe fait alors une syncope et Phyllis appelle le médecin qui déclare que Joe a besoin d'un suivi psychiatrique. Joe, bouleversé par la vision de la mort de sa femme, lui déclare qu'il l'aime encore, mais elle se moque de lui et fait sa valise pour le quitter. Joe allume la télévision et voit la dernière scène du programme : lui-même condamné à la chaise électrique par un tribunal et exécuté. Phyllis continue à se moquer de son mari, la scène tourne à la dispute, les époux se battent violemment et Joe défenestre Phyllis. Les voisins et la police arrivent alors et arrêtent Joe. Le réparateur de télévision se présente devant Joe et lui demande s'il est satisfait de sa réparation.

### Épisode 25:Les Masques
- Titre original : The Masks
- Numéro : 145 (5-25)
- Scénariste : Rod Serling
- Réalisateur : Ida Lupino
- Diffusion : 
  -  États-Unis : 20 mars 1964 sur CBS
- Distribution : Robert Keith (Jason Foster), Milton Selzer (Wilfred Harper), Virginia Gregg (Emily Harper), Brooke Hayward (Paula Harper), Alan Sues (Wilfred Harper Jr),  Willis Bouchey (Dr Thorne)
- Résumé : Jason Foster, un millionnaire sur le point de mourir, convoque chez lui sa fille, son gendre et ses deux petits-enfants, un jour de carnaval. La mère, Emily, est une femme mielleuse, qui se plaint constamment ; son fils Wilfred est un jeune homme stupide, vulgaire, qui aime brutaliser les animaux ; la fille, Paula, ne pense qu'à sa beauté ; et leur père, Wilfred Harper, n'est intéressé que par l'argent et les affaires. Le patriarche est amer que sa fortune doive revenir à ces héritiers indignes. Pour leur donner une leçon, il leur impose de porter un affreux masque aux traits porcins, représentant la caricature de leur caractère, toute la soirée jusqu'à minuit, sous peine de devoir renoncer à l'héritage. Foster porte quant à lui un masque aux traits de la mort. Les masques sont si oppressants que la famille a du mal à attendre l'heure fatidique. À minuit tapante, Foster meurt, et les quatre héritiers retirent leurs masques avec soulagement. Mais les traits des masques se sont marqués sur leur visage : ils sont devenus hideux, et condamnés à le rester toujours. Seul Foster n'a pas changé de traits, et son visage exprime une mort paisible.
- Autour de l'épisode : Unique épisode de la série dirigé par une femme, Ida Lupino, qui jouait dans un épisode de la saison 1 Du succès au déclin, et qui est également l'unique personne à avoir à la fois joué et réalisé un épisode de La Quatrième Dimension.

### Épisode 26:Un matin noir
- Titre original : I Am the Night - Color Me Black
- Numéro : 146 (5-26)
- Scénariste : Rod Serling
- Réalisateur : Abner Biberman
- Diffusion : 
  -  États-Unis : 27 mars 1964 sur CBS
- Distribution : Michael Constantine (le shérif), Paul Fix (le rédacteur en chef), Terry Becker (le condamné).
- Résumé : Dans une petite ville de l'ouest américain, un homme va être pendu pour avoir tué un homme odieux et raciste que tout le monde détestait. Tous se réjouissent de cette exécution, à l'exception du shérif et le vieux rédacteur en chef du journal local qui estime que des éléments importants ont été dissimulés lors du procès et que le condamné est peut-être innocent. Il discute avec ce dernier qui dit ne rien regretter de son acte et se montre plein de haine. Mais étrangement, ce matin-là, le soleil ne se lève pas. Tandis que l'exécution est sur le point d'avoir lieu, les ténèbres se font plus épaisses. Sur le gibet, le condamné invective la foule qui le hue. Seul le pasteur noir de la ville tente d'amener un peu de paix. L'homme est exécuté à la satisfaction générale. Le pasteur prend alors la parole pour reprocher à la foule sa haine meurtrière : c'est peut-être à cause de cette haine que l'obscurité recouvre la ville. À la radio, on apprend alors que d'autres zones d'obscurité sont en train de s'installer en différents points de la planète.

### Épisode 27:Chut!
- Titre original : Sounds and Silences
- Numéro : 147 (5-27)
- Scénariste : Rod Serling
- Réalisateur : Richard Donner
- Diffusion : 
  -  États-Unis : 3 avril 1964 sur CBS
- Distribution : John McGiver (Roswell G. Flemington), Penny Singleton (Mme Flemington), Michael Fox (le psychiatre)
- Résumé : Roswell Flemington dirige un magasin de maquette de bateaux. C'est un homme bruyant et autoritaire qui tyrannise ses employés et son épouse. Sa maison est décorée et organisée comme un navire dont il serait l'amiral, et ses loisirs consistent à se passer des disques d'attaques militaires marines. Épuisée par la cacophonie qui règne à longueur de journée, sa femme le quitte. Mais après son départ, Roswell obtient une ouïe surdéveloppée : tous les sons qu'il entend sont excessivement forts et agressifs. Il consulte un médecin, puis un psychiatre qui le persuade que ces bruits ne sont que dans sa tête. En effet, une fois rentré chez lui, Roswell constate que tout est rentré dans l'ordre. Mais en se passant un de ses disques bruyants, il entend que le phénomène s'est inversé, et que tous les bruits sont à présent feutrés et presque inaudibles. Le voilà maintenant condamné à vivre dans le silence.

### Épisode 28:César et moi
- Titre original : Caesar and Me
- Numéro : 148 (5-28)
- Scénariste : A.T. Strassfield
- Réalisateur : Robert Butler
- Diffusion : 
  -  États-Unis : 10 avril 1964 sur CBS
- Distribution : Jackie Cooper (Jonathan West), Susanne Cupito (Susanne), Sarah Selby (tante Agnès, la logeuse)
- Résumé : Jonathan West, ventriloque sans talent au chômage, vit dans une pension dont il n'arrive plus à payer le loyer. Après une audition ratée, sa marionnette César se met à lui parler et lui indique comment gagner sa vie : en commettant des cambriolages avec son aide. Jonathan commence par voler la caisse d'une épicerie pendant la nuit, ce qui lui permet de payer son loyer et de s'acheter un bon repas. Cependant la jeune Suzanne, la nièce de sa logeuse, qui le déteste, l'espionne secrètement. Puis Jonathan vole le contenu du coffre du club où il a passé sa dernière audition, mais le gardien de nuit le surprend. Il laisse cependant Jonathan partir. Le cambriolage est révélé le lendemain. Suzanne appelle la police et dénonce Jonathan. La police vient l'interroger ; Jonathan craque et demande à sa marionnette de tout dire à la police. Mais César reste à présent totalement muet, et les policiers, pensant Jonathan fou et voleur à la fois, l'emmènent. César reste seul avec Suzanne ; il l'interpelle et promet à la fillette la grande vie si elle fait équipe avec lui et accomplit tout ce qu'il lui demandera. La marionnette envisage d'assassiner la tante de Suzanne, à la grande joie de la fillette.
- Autour de l'épisode : Unique épisode de la série écrit par une femme. Cette histoire fait suite à l'épisode 33 de la saison 3 intitulé La Marionnette.

### Épisode 29:La Chambre de la mort
- Titre original : The Jeopardy Room
- Numéro : 149 (5-29)
- Scénariste : Rod Serling
- Réalisateur : Richard Donner
- Diffusion : 
  -  États-Unis : 17 avril 1964 sur CBS
- Distribution : Martin Landau (Major Kuchenko), John van Dreelen (Commissaire Vasilov), Robert Kelljan (l'agent russe).
- Résumé : L'action se déroule dans un pays neutre entre l'Union soviétique et l'Ouest. Le major Kuchenko est un officier qui s'est échappé des camps de Sibérie et cherche à passer à l'Ouest. Il se trouve dans une chambre d'hôtel miteuse d'où il est observé par deux agents soviétiques qui le surveillent depuis la fenêtre de l'immeuble d'en-face et s'apprêtent à le tuer au fusil. Mais le chef du groupe, le commissaire Vasilov, préfère « jouer au chat et à la souris » avec sa future victime. Il lui rend visite dans sa chambre, et le drogue avec du vin. Puis il lui fait savoir qu'une bombe est dissimulée dans un objet ordinaire de la chambre et qu'elle explosera dans trois heures, à moins que Kuchenko ne la trouve et ne la désamorce. Vasilov lui promet qu'il aura la vie sauve s'il trouve la bombe. Kuchenko commence à chercher et devine que la bombe se trouve dans le téléphone. Il ne décroche donc pas quand le téléphone sonne car il soupçonne un piège. Puis il crée une manœuvre de diversion et pendant que l'agent russe tire sur la fenêtre, Kuchenko s'échappe par la porte. Les deux agents russes se rendent ensuite dans la chambre vide. Alors le téléphone sonne. Sans réfléchir, l'un des deux décroche et la bombe explose, les tuant tous deux. C'est Kuchenko, maintenant libre et prêt à prendre l'avion pour l'Ouest, qui appelait pour vérifier son intuition : la bombe était dissimulée dans le combiné.

### Épisode 30:Étape dans une petite ville
- Titre original : Stopover in a Quiet Town
- Numéro : 150 (5-30)
- Scénariste : Earl Hamner, Jr.
- Réalisateur : Ron Winston
- Diffusion : 
  -  États-Unis : 24 avril 1964 sur CBS
- Distribution : Barry Nelson (Bob), Nancy Malone (en) (Milly)
- Résumé : Après une fête où ils ont beaucoup trop bu, Bob et Milly, jeune couple New-Yorkais, se réveillent au matin dans le lit d'une chambre d'une maison qu'ils ne connaissent pas. Milly se rappelle avoir pris le volant et qu'une ombre s'est abattue sur la voiture pendant qu'elle conduisait, mais elle ne sait pas comment ils sont arrivés là. Dans la maison, les objets et la nourriture sont factices. La ville est déserte et tout ce qu'ils croisent est factice comme s'il s'agissait d'un décor. Ils se demandent ce qui leur arrive quand ils entendent le rire d'une fillette invisible, qui retentit régulièrement comme si on se moquait d'eux. Ils errent dans la ville cherchant un quelconque signe de vie, mais tout n'est que décor désert. Ils arrivent à la gare et montent dans un train vide qui part. Mais celui-ci fait seulement un tour et revient à son point de départ. Tandis qu'ils quittent la gare, une grande ombre s'abat sur eux : c'est la main de la fillette qu'ils entendaient qui les attrape et les contemple dans le creux de sa main. Ils sont devenus des jouets vivants dans le village miniature d'une fillette d'une autre planète, après avoir été kidnappés de la Terre pendant la nuit. La fillette les repose dans le village de poupées dont ils ne sortiront jamais.

### Épisode 31:La Rencontre
- Titre original : The Encounter
- Numéro : 151 (5-31)
- Scénariste : Martin Goldsmith
- Réalisateur : Robert Butler
- Diffusion : 
  -  États-Unis : 1er mai 1964 sur CBS
- Distribution : George Takei (Arthur Takamori), Neville Brand (M. Fenton)
- Résumé : Fenton, un vétéran américain, alcoolique et quitté par sa femme, embauche un jeune homme, américain d'origine japonaise, pour l'aider à ranger son grenier. Mais au lieu de le laisser travailler, il lui raconte constamment ses souvenirs de la guerre du Pacifique qui le hantent et qui l'ont conduit à la déchéance. Il lui montre un sabre qu'il a rapporté en souvenir, après avoir tué l'officier japonais qui le possédait. L'ambiance est tendue entre les deux hommes, et ils en viennent vite aux mains. Lorsque Takamori veut quitter le grenier, il constate que la porte s'est verrouillée d'elle-même : les deux hommes sont enfermés ensemble jusqu'à ce qu'ils aient réglé leurs comptes. Takamori révèle qu'il était enfant lors du bombardement de Pearl Harbor et que son père fut un traître à l'égard des États-Unis, son pays d'adoption. Fenton de son côté reconnait qu'il a tué l'officier japonais tandis qu'il se rendait et était désarmé. Pleins de haine et de culpabilité, les deux hommes recommencent à se battre et Takamori tue Fenton avec le sabre. Puis il saute par la fenêtre, le sabre à la main. La porte du local s'ouvre alors d'elle-même : le conflit entre les deux hommes étant réglé, le grenier n'a plus besoin d'être clos.
- Autour de l'épisode : L'épisode est entièrement en version originale, sous-titré en français.

### Épisode 32:La Résurrection
- Titre original : Mr. Garrity and the Graves
- Numéro : 152 (5-32)
- Scénariste : Rod Serling
- Réalisateur : Ted Post
- Diffusion : 
  -  États-Unis : 8 mai 1964 sur CBS
- Distribution : John Dehner (M. Garrity), Stanley Adams (Jensen, le tenancier), James Patrick O'Malley (M. Goberman, l'ivrogne), Norman Leavitt (le shérif), Percy Helton, John Mitchum, Patrick O'Moore (un villageois)
- Résumé : Jared Garrity arrive dans une petite ville d'Arizona et se vante de pouvoir ressusciter les morts. Il stupéfie le village en ramenant un chien à la vie et propose ses services à tous les citoyens. Garrity se rend la nuit au cimetière et en revient en annonçant que les morts vont revenir à minuit. Et en effet un homme se profile au loin, qui pourrait être le frère défunt du tenancier du saloon. Mais réflexion faite, les habitants qui s'étaient montrés enthousiastes à l'idée de retrouver leurs chers disparus, changent d'avis pour diverses raisons (un homme ayant été victime des violences de sa femme, un autre de l'alcoolisme de son frère, le shérif ayant tué un bandit à la déloyale, une femme qui s'est remariée après un premier mariage malheureux) et donnent beaucoup d'argent à Garrity pour qu'il laisse les habitants du cimetière là où ils sont. Garrity s'en va, et peu après la sortie du village, le petit chien ressuscité court le rejoindre, suivi de l'homme fantomatique : tout était un coup monté et une escroquerie. Mais tandis que les deux compères quittent le village, les morts sortent du cimetière : ils se rendent en ville pour régler leurs comptes avec leurs proches.

### Épisode 33:Automatisation
- Titre original : The Brain Center at Whipple's
- Numéro : 153 (5-33)
- Scénariste : Rod Serling
- Réalisateur : Richard Donner
- Diffusion : 
  -  États-Unis : 15 mai 1964 sur CBS
- Distribution : Richard Deacon (Wallace Whipple), Paul Newlan (Walter Hanley), Ted de Corsia (Dickerson), Thalmus Rasulala (l'agent d'entretien) (crédité sous Jack Crowder)
- Résumé : Wallace Whipple est l'héritier prospère de l'usine de son père. C'est un homme dur et sans scrupules, obsédé par le progrès et l'automatisation de la production. Mu par la cupidité, il décide d'augmenter les profits de l’entreprise en licenciant progressivement tous ses employés pour les remplacer par des machines, malgré les remontrances de Walter Hanley, son ingénieur principal. Mis au courant du plan de licenciement, Dickerson, le contremaître, le prend mal et tente en état d'ébriété de casser la machine principale. Whipple lui tire dessus et le blesse gravement. Le jour suivant, Whipple renvoie Hanley pour mettre une nouvelle machine à sa place. L'usine est à présent entièrement vide et sinistre, comme le lui fait remarquer l'agent d'entretien du gros ordinateur. Ce dernier est renvoyé à son tour. Whipple se retrouve seul sur les lieux et est pris d'une crise de délire, lorsque l'ordinateur se met à lui parler en reproduisant les propos de reproches des employés que Whipple a renvoyés. Les actionnaires licencient alors Whipple pour le remplacer par un robot. Wallace Whipple retrouve alors Hanley dans un bar et se plaint de l'injustice de la loi du marché.
- Autour de l'épisode :
  - Le robot qui remplace le directeur de l'usine ressemble, à quelques détails près, à celui figurant dans l'épisode 8 de la même saison (Oncle Simon).
  - Le robot de l'épisode a (à quelques différences près) l'apparence de Robby, une machine apparue pour la première fois à l'écran en 1956 dans le film Planète interdite.

### Épisode 34:L'Homme à la guitare
- Titre original : Come Wander with Me
- Numéro : 154 (5-34)
- Scénariste : Anthony Wilson
- Réalisateur : Richard Donner
- Diffusion : 
  -  États-Unis : 22 mai 1964 sur CBS
- Distribution : Gary Crosby (Floyd Burney), Bonnie Beecher (Mary Rachel), John Bolt, Hank Patterson (le vieil homme du magasin)
- Résumé : Floyd Burney est un artiste de rockabilly médiocre et prétentieux. Il se perd en voiture dans la campagne et continue à pied. Il arrive dans un magasin d'instruments de musique tenu par un vieil homme taciturne et lui achète une guitare. Il entend chanter à l'extérieur et suit la voix jusqu'à ce qu'il trouve la jeune fille qui chante, Mary Rachel. Celle-ci semble prisonnière d'un maléfice. Floyd apprécie sa chanson, « Come wander with me », et décide de l'enregistrer et de se l'approprier. La jeune fille tente de l'en dissuader car la chanson est au cœur du maléfice. Les paroles de la chanson semblent étrangement prédire l'avenir de Floyd. Cela se réalise lorsqu'il tue un homme qui était venu le menacer : le magnétophone se déclenche seul et la chanson dénonce le crime. Mary Rachel tente de retenir Floyd mais celui-ci s'enfuit, effrayé par les conséquences de son acte. Dans sa fuite, il se retrouve à nouveau au magasin d'instruments et il tue le vieil homme qui refusait de l'aider. Tous les instruments se mettent à jouer, révélant sa présence. Le piège se referme sur Floyd : les paysans à sa poursuite le retrouvent et le tuent.

### Épisode 35:Qui a peur de qui?
- Titre original : The Fear
- Numéro : 155 (5-35)
- Scénariste : Rod Serling
- Réalisateur : Ted Post
- Diffusion : 
  -  États-Unis : 29 mai 1964 sur CBS
- Distribution : Hazel Court (Charlotte Scott), Peter Mark Richman (policier Robert Franklin).
- Résumé : Charlotte Scott est une styliste de mode new-yorkaise qui s'est installée dans un chalet isolé à la campagne à la suite d'une dépression nerveuse. À la nuit tombée, elle reçoit la visite d'un policier, l'officier Robert Franklin, qui vient vérifier ses dires : en ville, elle a mentionné des lueurs étranges aperçues dans le ciel. Elle nie avoir vu quoi que ce soit et le policier s'apprête à repartir lorsque de vives lueurs apparaissent à travers la fenêtre. L'officier sort vérifier de quoi il s'agit mais ne voit que des branches brisées. Puis sa voiture se met à rouler seule et se renverse. La radio de la voiture est hors-service, ainsi que le téléphone du chalet. La peur commence à gagner la jeune femme et le policier. Elle entend des pas sur le toit. Le policier sort encore voir s'il y a quelqu'un, mais il ne trouve personne. Au matin, sa voiture est remise en place : elle porte des empreintes digitales immenses, d'une créature d'au moins 20 mètres de haut. Puis, ils trouvent une immense empreinte de pas et plus loin, un homme en costume d'astronaute de 6 m de haut. Franklin apeuré tire sur lui et l'abat : il s'agissait d'une grande baudruche qui s'est dégonflée. Mais à côté, il y a une toute petite soucoupe volante. Regardant à l'intérieur, Franklin et Charlotte voient et entendent deux tout petits astronautes qui s'apprêtent à quitter la Terre en toute hâte : leur plan pour faire peur aux Terriens à l'aide de simulacres de géants ayant échoué, ils veulent partir au plus vite avant d'être écrasés par les Terriens géants. Franklin et Charlotte regardent la soucoupe décoller et souhaitent bonne chance aux extraterrestres.

### Épisode 36:La Piscine ensorcelée
- Titre original : The Bewitchin' Pool
- Numéro : 156 (5-36)
- Scénariste : Earl Hamner, Jr.
- Réalisateur : Joseph M. Newman
- Diffusion : 
  -  États-Unis : 19 juin 1964 sur CBS
- Distribution : Mary Badham (Sport Sherwood), Jeffrey Byron (Jeb Sherwood), Dee Hartford (Gloria Sherwood), Tod Andrews (Gil Sherwood), Georgia Simmons (Tantine)
- Résumé : Sport et Jeb, sœur et frère, de 13 et 9 ans environ, vivent avec leurs parents qui se disputent sans cesse et ne les aiment pas. Un matin, les parents annoncent à leurs enfants qu'ils vont divorcer et leur demandent avec quel parent ils vont vouloir vivre. Les enfants s'échappent et sautent dans la piscine familiale. Ils y disparaissent et le père qui plonge pour les repêcher ne les retrouve pas. En fait, cette piscine mène à un autre monde rempli d'enfants de leur âge, vivant avec une vieille dame appelée Tantine, qui leur montre de l'affection, confectionne avec eux des gâteaux ou les fait travailler tranquillement. Sport et Jeb se sont déjà rendus dans cet univers parallèle en passant par la piscine, mais malgré le bonheur qu'ils y vivaient, ils sont toujours rentrés chez eux. Mais ce matin là, ils décident de rester dans cet autre monde. La voix de leur mère les appelant résonne dans l'air, mais les enfants décident de ne pas y répondre.
- Autour de l'épisode : Un film homonyme verra le jour en 1983 et deux ans plus tard, la série sera adaptée en couleurs à la télévision.[réf. nécessaire]